# Lundeborg
Lundeborg er en lille havneby på det sydøstlige Fyn med 423 indbyggere  (2024), beliggende i Oure Sogn. Byen ligger i Svendborg Kommune og tilhører Region Syddanmark. Lundeborg hørte til Gudme Herred, grundlagt som havneplads af Niels Frederik Bernhard Sehested til Broholm i håbet om at etablere en købstad præcis midtvejs mellem Nyborg og Svendborg.
Om sommeren sejler der en cykelfærge fra Lundeborg til Lohals på Langeland. Lundeborg udgør et af de nordøstlige udgangspunkter for vandreruten Øhavsstien.
Lundeborg Kirke (opført 1896) deler præst med Oure Kirke og Vejstrup Kirke.
Byen optræder også i sangen "Lundeborghymnen"  i strofen: "Er du trist og har du sorg i sinde, så tag med mig ned til Lundeborg", skrevet af Ove Bager.
Lundeborg Pakhus huser udstillingen ”Drømmen om en by”, som fortæller den enestående historie om den lille havneby.

## Historie
Arkæologiske udgravninger har afsløret, at det på stranden i Lundeborg udgravet har ligget en sæsonbaseret markedsplads, som eksisterede fra år 200 til omkring år 700. På pladsen blev der handlet og fremstillet varer. Der er fundet værktøj, færdige produkter og affald fra jernsmedning, guld-og sølvsmede, bronzestøbere, kammagere, glasperlemagere og ravslibere. Desuden er der fundet værktøj til at reparere skibe på stedet. 1833 fandt man i nærheden af Lundeborg Danmarks største guldskat. Den stammer fra samme tidsperiode som Gudmebygden.
1857 blev købstædernes gamle privilegier på handel og håndværk ophævet. Det fik N.F.B. Sehested på Broholm til at opkøbe strandparceller ved Lundeborg for at anlægge en havn, især til udskibning af korn. Sehested havde selv del i flere skibe, der sejlede bl.a. korn til Norge. Havnen "på Broholm Strand" blev anlagt i 1861-63. På kajen blev der samtidig bygget en købmandsgård med plads til 6.000 tdr korn, og den 1. oktober 1863 indledte konsul Jensen i Nyborg en 8-årig forpagtning af købmandsgården. Desuden anlagde Sehested i 1864 en hel by. Der blev tegnet en byplan, udstykket og anlagt veje, der blev bygget industrianlæg og boliger til såvel arbejdere som fabrikanter, og der kom bygninger til handel og socialforsorg.
Lundeborg havde i 1801 22 indbyggere, i 1840 45 indbyggere, i 1860 90 indbyggere, i 1870 250 indbyggere, i 1880 205 indbyggere.
1928 blev passagerruten Lundeborg-Lohals etableret med en ombygget fiskekutter, som medbragte 40 passagerer. I de ca. to år man sejlede med kutteren, udførtes der i sæsonen 4-5 daglige ture til Lohals og retur. 1931-32 blev ruten besejlet af M/S Ivan. 1932 indsattes M/F Lundeborg, som medtog 10 biler, og overfartstiden var 40 minutter. Færgen standsede sejladsen vinteren 1964/65, men sejlede igen fra juni 1965 med sommersejlads indtil 1969, hvor færgen fra 1969 til 1974 sejlede på Svendborg-Drejø-ruten, hvorefter den blev solgt til ophugning. 1996 sejlede passagerbåden Ingrid Olivia nogle få ugentlige afgange. Fra 2001 til 2006 sejlede M/S Habeleto Lohals-Lundeborg. Sommeren 2008 havde den ombyggede kutter Græsholm med plads til 36 passagerer og cykler to ugentlige afgange til Lundeborg.